# ان‌جی‌سی ۴۹۵
ان‌جی‌سی ۴۹۵ (انگلیسی: NGC 495) یک کهکشان مارپیچی میله‌ای در صورت فلکی ماهی است. این کهکشان تقریباً ۱۸۴ میلیون سال نوری از سامانه خورشیدی فاصله دارد و در ۱۲ سپتامبر ۱۷۸۴ توسط ویلیام هرشل کشف شد.